# 萨尔茨韦德尔-阿尔特马克县
萨尔茨韦德尔-阿尔特马克县（Altmarkkreis Salzwedel）是德国萨克森-安哈特州西北部的一个县，首府萨尔茨韦德尔。

## 地理
萨尔茨韦德尔-阿尔特马克县北面与下萨克森州的吕肖-丹嫩贝格县，东面与施滕达尔县，南面与伯尔德县，西面与下萨克森州的吉夫霍恩县，西北面与下萨克森州的于尔岑县相邻。